# Transport kolejowy w Serbii
Transport kolejowy w Serbii – system transportu kolejowego działający na terenie Serbii.
W Serbii istnieje 3333 km linii kolejowych z czego 1274 km jest zelektryfikowanych. Linie mają normalny rozstaw szyn – 1435 mm. Narodowy przewoźnik to Srbijavoz.

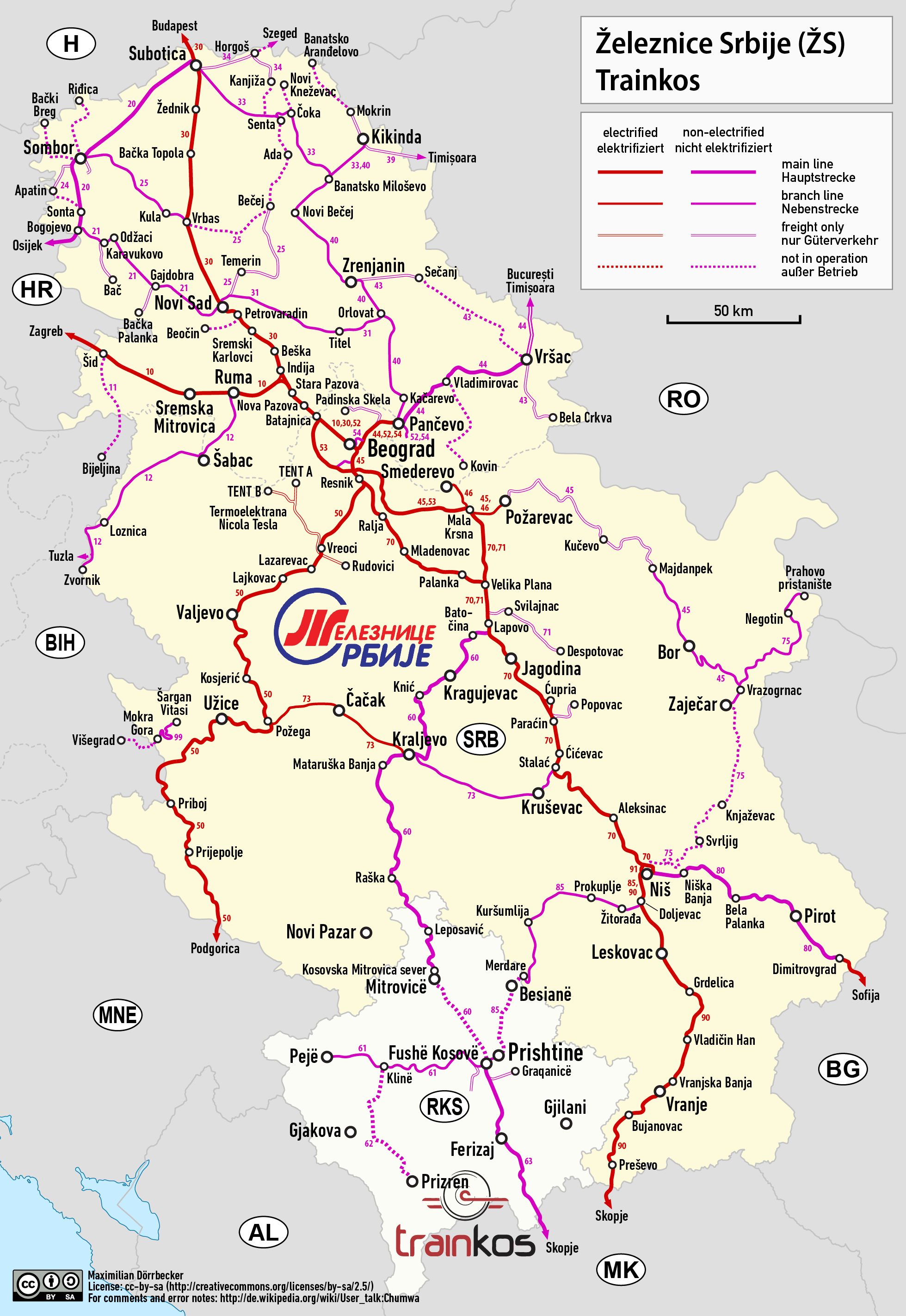
Mapa kolejowa Serbii i Kosowa

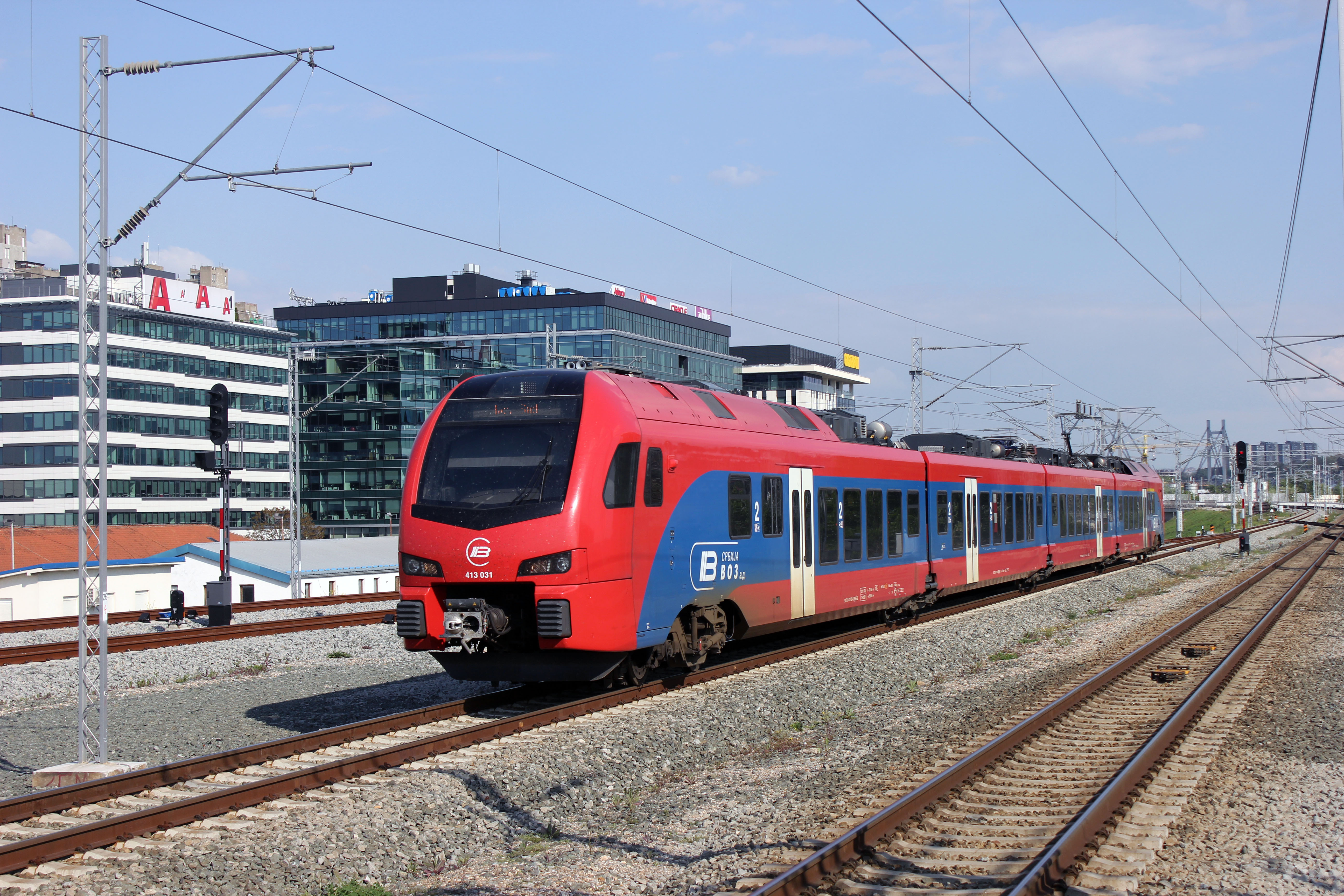
Elektryczny zespół trakcyjny Stadler Flirt kolei serbskich w Belgradzie

## Historia
15 września 1884 roku otwarto pierwszą serbską linię kolejową z Belgradu do Niszu.

## Inwestycje
W marcu 2022 roku uruchomiono zmodernizowaną linię kolejową Belgrad – Nowy Sad, na której pociągi mogą osiągać prędkość do 200 km/h.

## Infrastruktura
Napięcie obowiązujące na liniach zelektryfikowanych to 25 kV 50 Hz.